# Orde van Sint-Maria van de Lelie van Navarra
De Orde van Sint-Maria van de Lelie van Navarra is een aan het carlisme, in het bijzonder aan het carloctavisme verbonden ridderorde. De orde die in onbruik was geraakt werd door de pretendent Karel Pius van Oostenrijk-Toscane oftewel Karel VIII van Spanje hersteld.